# Conus claudiae
Conus claudiae é uma espécie de gastrópode do gênero Conus, pertencente à família Conidae.